# Cunégonde de Lorraine
Cunégonde de Lorraine (en néerl. Cunegonde van Lotharingen) († 1214) était une princesse du duché de Haute-Lorraine (nl). Elle appartenait à la maison de Lorraine.

## Biographie
Cunégonde était la fille du duc Ferry Ier de Lorraine, qui était duc de Haute-Lorraine de 1205 à 1206, et de Ludmilla de Pologne (nl), fille du grand-duc Mieszko III de Pologne.
Elle fut mariée par son père à Waléran III de Limbourg (1180-1226), qui fut comte de Luxembourg de 1214 à 1226 et duc de Limbourg et comte d'Arlon de 1221 à 1226. Ils ont eu les enfants suivants :
- Sophie, mariée avec le comte Frederik van Altena-Isenberg. Il est devenu l'ancêtre de la famille allemande Limburg, plus tard la branche Limburg-Stirum et la branche Limburg-Broich ;
- Mathilde, mariée au comte Guillaume III de Juliers (fils d'Eberhard II de Hengebach et de Judith de Juliers) ;
- Henri IV (1195-1247), duc de Limbourg et comte de Berg par mariage ;
- Valéran (-1242), seigneur de Montjoie.

Cunégonde est décédée en 1214.